# Jiří Zdeněk
Jiří Zdeněk (ur. 12 listopada 1982 w Witkowicach) – czeski hokeista.

## Kariera
- HC Vítkovice U20 (1999–2002)
  -  HC Ostrawa (2000)
- HC Slezan Opava (2002–2004)
  -  HC Unicov (2003)
- HC Hawierzów (2004–2008)
- HC Ostrawa (2008)
- HC Poruba (2008–2009)
- JKH GKS Jastrzębie (2004–2008)
- Ours de Villard-de-Lans (2004–2008)
- Zagłębie Sosnowiec (2011–2012)
- JKH GKS Jastrzębie (2012-2014)
- Unia Oświęcim (2014-2015)
- HC Nový Jičín (2015-2017)
- HC Poruba (2017-2020)

Od sierpnia 2011 do kwietnia 2012 zawodnik Zagłębia Sosnowiec. Od maja 2012 roku zawodnik JKH GKS Jastrzębie. W meczu sparingowym w sierpniu 2012 roku odniósł kontuzję, która wyłączyła go z gry do lutego 2013 roku. Był zawodnikiem JKH do końca sezonu 2013/2014. Od listopada 2014 zawodnik Unii Oświęcim. Od sierpnia 2018 do kwietnia 2020 ponownie był zawodnikiem Poruby.

## Sukcesy
- Srebrny medal mistrzostw Polski: 2013 z JKH GKS Jastrzębie
- Brązowy medal mistrzostw Polski: 2014 z JKH GKS Jastrzębie